# Axylia destefanii
Axylia destefanii là một loài bướm đêm trong họ Noctuidae.